# Penicillaria dinawa
Penicillaria dinawa is een vlinder uit de familie van de Euteliidae. De wetenschappelijke naam van de soort werd voor het eerst geldig gepubliceerd in 1906 door George Thomas Bethune-Baker.